# Bertrand de Maud'huy
Bertrand de Maud'huy, né le 5 mai 1902 à Baccarat (Meurthe-et-Moselle) et mort le 3 février 1982 à Lorry-Mardigny (Moselle), est un homme politique français.
Militant nationaliste d'extrême droite dans l'entre-deux-guerres (aux Croix-de-Feu puis au Parti populaire français), résistant sous l'Occupation, il est conseiller général de la Moselle après la Seconde Guerre mondiale, cumule les présidences d'associations et d'organismes et devient une figure du développement économique régional et de l'aménagement du territoire.

## Biographie

### Milieu social et formation
Bertrand Marie Adrien de Maud'huy est issu d'une famille aristocratique originaire de Lorraine ; il porte le titre de comte. Il est le fils du général Louis de Maud'huy, gouverneur militaire de Metz après la Première Guerre mondiale et député de la Moselle de 1919 à sa mort en 1921.
Il est élève dans un collège britannique et à l'École des Roches. Il est diplômé de l'École libre des sciences politiques, licencié ès lettres, docteur en droit et en économie. Il échoue en revanche au concours de l'inspection générale des finances.
Dans sa jeunesse, il devient membre de cercles parisiens huppés comme l'Automobile Club de France en 1928, le Cercle de l'union en 1929 - il a pour parrains le prince Jean-Louis de Faucigny-Lucinge et le comte Stanislas de Castellane - et le Cercle des veneurs en 1930.
Il épouse en 1940 Maria de Yturbe, issue d'une famille de l'élite mexicaine qui a des attaches en France et est intégrée au « monde » parisien. La famille de Yturbe possède un hôtel particulier à Paris, l'hôtel de Yturbe, 16 place des États-Unis. Maria de Yturbe est la fille de Miguel de Yturbe, diplomate qui a vécu à Paris, comme son père et son grand-père, et de María Teresa Limantour, fille de José Yves Limantour, qui a été ministre des finances au Mexique avant de s'installer aussi en France.

### Débuts
Il intègre en décembre 1925, en tant que secrétaire particulier, le cabinet du ministre des finances Louis Loucheur, où il a pu côtoyer deux inspecteurs des finances, Jacques Barnaud (chef des services techniques du cabinet) et Paul Baudouin (chef de cabinet adjoint),. Il est aussi un temps le secrétaire d'Aristide Briand,.
Il travaille ensuite pour une banque privée américaine, la Blair Foreign corporation, où Jean Monnet l'a fait entrer. Il est envoyé en Europe centrale pour étudier la stabilisation des monnaies,. Il séjourne également aux États-Unis et devient le correspondant du quotidien Le Temps en 1932-1933,.
Il entre ensuite en 1934 à la banque Worms.

### Militant politique nationaliste
Matraqué selon ses dires lors de l'émeute parisienne du 6 février 1934, il adhère deux jours plus tard aux Volontaires nationaux (V-N), une organisation satellite des Croix-de-Feu du colonel François de La Rocque lancée en octobre 1933 pour regrouper les hommes trop jeunes pour avoir fait la guerre,. Il devient rapidement l'un des deux chefs des V-N avec Claude Popelin, un des délégués à la propagande, donnant des discours aux côtés de La Rocque à Paris et en province.
Il fait partie de l'équipe du « plan du 9 juillet » patronné par Jules Romains, un programme de gouvernement, aux côtés de personnalités comme Jean Coutrot, cheville ouvrière de ce plan, Pierre Pucheu ou Bertrand de Jouvenel ; il participe à sa commission économique aux côtés notamment de Paul Marion.
Il démissionne des V-N en juillet 1935 comme d'autres cadres tel Pucheu : c'est l'épisode de la démission collective des « Maréchaux » (une dizaine, surnommés ainsi par dérision) du colonel de La Rocque. Leur démission est annoncée et commentée par la presse mais elle ne provoque pas une vague de démissions au sein des V-N et des Croix-de-Feu. Leur démission peut s'expliquer par leurs désillusions à l'égard de La Rocque alors qu'ils mettaient en avant leur volonté de rénovation sociale et économique. Hommes jeunes pressés et ambitieux, conscients de leurs capacités intellectuelles, ils ont pu être déçus par la tutelle des Croix-de-Feu à l'égard des V-N. Selon La Rocque, ils ont été grisés par leurs succès oratoires et ont participé à un complot mené par les dirigeants de la banque Worms qui ont d'abord voulu le contrôler avant de vouloir son départ,,. Selon La Rocque, il était en relation avec deux dirigeants de la banque Worms (Jacques Barnaud et Gabriel Le Roy Ladurie) et un autre banquier, Paul Baudoin. Popelin, démissionnaire (quelque temps avant Maud'huy), affirme dans ses mémoires que Maud’huy l'invita à dîner chez Baudouin, en compagnie de Barnaud et Le Roy Ladurie. Popelin écrit : « Il m’apparut aussitôt qu’après avoir beaucoup appuyé le colonel ils étaient revenus de leur jugement sur lui et pensaient l’abandonner à son sort ».
Resté proche des dissidents des V-N, il entre en contact avec Gaston Bergery ou Jacques Doriot en juillet 1935 pour discuter d'un regroupement éventuel de dissidents de diverses formations politiques. Il adhère comme certaines de ses relations, Claude Popelin par exemple ou Pierre Pucheu, au Parti populaire français fondé par Doriot en juillet 1936 et devient membre de son comité central, en novembre 1936. Il accompagne Doriot dans une tournée de propagande en Algérie à cette date. D'abord animateur du PPF à Paris, il est ensuite en 1937 délégué régional de ce parti en Lorraine,. Il intègre le bureau politique comme suppléant en mai 1938. En tant que délégué régional du PPF, il intègre le comité directeur du Rassemblement national lorrain (RNL) qui a accepté en mai 1937 le Front de la liberté proposé par Doriot.
Selon plusieurs sources, il quitte le PPF comme d'autres cadres du parti tels Bertrand de Jouvenel, Paul Marion ou Pierre Pucheu, après la crise de Munich de septembre 1938 ou début 1939. D'autres sources affirment qu'il ne démissionne pas mais se met en retrait du parti, à l'instar de Popelin. La presse du parti le cite en tout cas jusqu'en novembre 1939, signalant notamment sa participation à des réunions du PPF en Lorraine au début de l'été 1939. Il donne un texte à l'hebdomadaire du PPF, L'Émancipation nationale, sur la Lorraine, « bastion de la France ». Son article, patriote et xénophobe, est publié en août 1939.

### Seconde Guerre mondiale
Lieutenant de réserve depuis 1937, il est mobilisé en 1939 dans l'aviation, comme commandant d'une escadrille d'observation. Il est promu capitaine début 1940. 
Sous l'Occupation, il rejoint la Résistance et prend la tête avec un avocat alsacien, Paul-Jacques Kalb (alias Jacques d'Alsace), d'un mouvement de résistance formé d'Alsaciens-Lorrains en zone Nord, selon une source imprécise sur ce point. Avec sa sœur Hélène, il participe à l'organisation de l'évasion d'Alsaciens et de Mosellans. Il entre en Lorraine en 1944 et participe à la Libération à l'installation à Metz du préfet, aux côtés de personnalités comme Raymond Mondon,. Il reçoit en 1946 la médaille de la résistance.

### Après-guerre
Candidat indépendant, il est élu en 1945 conseiller général du canton de Metz-Ville-2,. Il fait partie de la majorité de droite au conseil, présidé par Robert Sérot. Il adhère ensuite au Mouvement républicain populaire (MRP). Il est réélu jusqu'à son retrait en 1967. Il figure sur une liste du MRP menée par Robert Schuman aux élections législatives de novembre 1946 mais il n'est pas élu député ; il n'occupait que la 5e place de la liste. Il n'est de même pas élu sénateur en 1952,.
Il est alors le délégué pour la Moselle de l'Entraide française, une association qui vient notamment en aide aux sinistrés et réfugiés, nombreux à l'issue de la Seconde Guerre mondiale. Il devient en novembre 1947 le dirigeant départemental de la Fédération des Engagés volontaires alsaciens-lorrains (FEVAL), présidée par Me Kalb. Il préside aussi la fédération des associations locales de sinistrés, fondée en 1947-1948.
Il est administrateur de diverses sociétés. Il est aussi à l'échelle nationale le Commissaire général du Mouvement national pour la défense et le développement de l'épargne, qui revendique en 1949 (date de son premier congrès, présidé par André Siegfried) 150 000 adhérents. Il a été nommé par le ministre des finances à ce titre membre de la commission supérieure des caisses d'épargne, en 1948. 
En Moselle, il est membre du comité du Centre d'information et d'études d'économie humaine en Lorraine (CIEDEHL), fondé en 1949 et présidé par Gabriel Hocquard. Dans les années 1950 et jusqu'au début de l'année 1963, il est aussi membre du comité de direction d'une fondation privée et institut de recherche, le Musée social, établi à Paris. Il est aussi le correspondant régional de La Fédération. Il intègre son comité directeur en 1949, à l'occasion du congrès national de ce mouvement fédéraliste tenu à Paris, en juin. La Fédération milite pour un État décentralisé dans une France fédérale et pour une Europe également fédérale. Européen convaincu et militant, Bertrand de Maud'huy est désormais hostile au nationalisme et n'éprouve aucune sympathie pour le général de Gaulle.
Il devient un spécialiste et un animateur de la reconstruction, du développement économique et social et de l'aménagement du territoire à l'échelle de la Moselle puis de la Lorraine, qui n'acquiert que progressivement un statut politico-administratif. Il est l'un des fondateurs à Metz dès 1945 d’un comité d’études et de liaison, qui devient en 1947 le comité départemental de modernisation et d’équipement lorsqu'il est officialisé par le conseil général de la Moselle. Doté en 1951 de la personnalité juridique, il prend le nom de « comité d’aménagement et du plan d’équipement de la Moselle » (CAPEM) et devient le premier comité de ce type. Par arrêté interministériel du 14 octobre 1955, le CAPEM et les comités départementaux analogues de Meurthe-et-Moselle, de la Meuse et des Vosges deviennent membres constituants du Comité régional du bassin lorrain pour l'aménagement, l'équipement et la productivité (CRBL), institué en comité d’expansion économique à l’échelle de la Lorraine avec pour mission de réfléchir à l'avenir de la région en matière de développement industriel, de formation des jeunes, de construction de logements et de voies de communication,.
Membre de la commission départementale du Plan, il a à ce titre des contacts avec le Commissariat général du Plan, dirigé par Jean Monnet de 1946 à 1952, et avec plusieurs commissions administratives du ministère des Transports et des Travaux publics, ce qui lui permet d'être un pourvoyeur de contacts et d’informations confidentielles pour les élites mosellanes. C'est au titre de délégué permanent du plan Monnet en Moselle qu'il reçoit la croix de chevalier de la Légion d'honneur en 1948. Il a été le secrétaire général du comité d'aménagement de la Moselle. En 1954, à Metz, se tiennent les deuxièmes Journées nationales d'études pour la mise en valeur de la France et l'aménagement du territoire afin d'établir une liaison entre les autorités locales, les dirigeants du plan et les membres des comités d'étude et d'aménagement des régions. Maud'huy y côtoie des hauts-fonctionnaires comme le commissaire général adjoint au plan, des élus attentifs au développement de leur territoire comme l'Alsacien Pierre Pflimlin (qui dirige le comité d'aménagement du Bas-Rhin), André Voisin de La Fédération. Maud'huy souligne que les comités d'aménagement doivent s'appuyer pour être efficaces sur trois piliers à la fois : l'administration, les élus locaux et les entreprises privées. 
Il préside plusieurs organisations en Lorraine : le CAPEM, le CRBL, qui réunit des responsables politiques et économiques, la société de développement régional Lordex, fondée à Nancy en 1956 et chargée notamment de soutenir financièrement les entreprises lorraines, la commission de développement économique régional (CODER) — un décret du 14 mars 1964 pris par le pouvoir gaulliste institue en France les CODER —, assemblée consultative (de 48 membres en Lorraine) qui épaule le préfet de région et est chargée de réfléchir à la régionalisation du 5e plan (1966-1970). Il reste président de la CODER lorsqu'elle est renouvelée en 1970, après l'échec du référendum de 1969 portant notamment sur la création des régions. Il préside aussi l'Association pour l'expansion industrielle de la Lorraine (APEILOR),. Membre de la Commission nationale de l'aménagement du territoire, il est attaché à ce que « l'œuvre à accomplir ne soit pas uniquement confiée à des services administratifs », se félicitant en 1960 que « la préparation du programme d'action régionale par les quatre comités d'expansion de la région de Lorraine, groupés au sein du Comité général du bassin lorrain, a permis d'intéresser toutes les organisations professionnelles et toutes les classes de la société à ce travail commun de préparation ».
Maud'huy est inséré dans les réseaux de La Fédération qui permettent au milieu des années 1950 la création de la Conférence nationale des comités régionaux d’expansion, qu'il préside de 1957 à 1960,,. 
Il est nommé membre du Conseil économique et social en qualité de représentant d'organismes participant au développement économique régional ; son mandat est renouvelé en 1964 par le pouvoir gaulliste. Il n'est cependant pas nommé au Comité économique et social régional de la Lorraine fondé à la suite de la réforme régionale de 1972 et qui remplace de fait la CODER, ce qu'il déplore publiquement. Il préside la Lordex jusqu'en 1975.

## Décorations
- Chevalier de la Légion d'honneur (1948)
- Médaille de la Résistance française (décret du 15 juin 1946)[63]